# Kleomenes III
Kleomenes III var konung av Sparta mellan 235 f.Kr. och 222 f.Kr. Han var son till Leonidas II och bror till Eukleidas.
Kleomenes ansåg att Sparta hade förfallit både sedligt och politiskt sedan dess glansdagar, och kände sig kallad att försöka återupprätta dessa på den gamla lykurgiska författningens grund. Han upptog konung Agis IV:s reformplaner, uppmuntrad av dennes änka och sin hustru Agiatis, och lyckades även, sedan han genom en seger över det achaiska förbundet höjt sitt anseende, till stor del genomföra dem år 226 f.Kr. Eforernas ämbete avskaffades, skulderna efterskänktes, och en ny, likformig utskiftning av den spartanska åkerjorden företogs, något som han själv avstod sina stora besittningar för att uppnå. Den stränga spartanska uppfostran återinfördes, och Kleomenes själv föregick med exempel av den gamla spartanska enkelheten i levnadssättet. Den härskande klassen, spartiaterna, förstärktes genom upptagande av ett större antal perioiker, och krigsväsendet omorganiserades efter makedoniskt mönster.
Kriget mot achaierna blossade åter upp och fördes till en början med framgång, men då dessa sökte och fick hjälp av den makedoniske konungen Antigonos III Doson vände lyckan, och i slaget vid Sellasia i norra Lakonien blev Kleomenes i grund slagen år 222 f.Kr. Han flydde till konung Ptolemaios Euergetes i Egypten, som lovat honom sitt understöd. Ptolemaios dog emellertid inom kort, och hans efterträdare, Ptolemaios Filopator, lät kasta Kleomenes i fängelse. Han lyckades undkomma och försökte få till stånd en resning mot tyrannen, men misslyckades och begick självmord år 220 f.Kr.
Hans levnadslopp är skildrat av Plutarchos.